# Masarac
Masarac è un comune spagnolo di 241 abitanti situato nella comunità autonoma della Catalogna.